# قضبان كويزنير

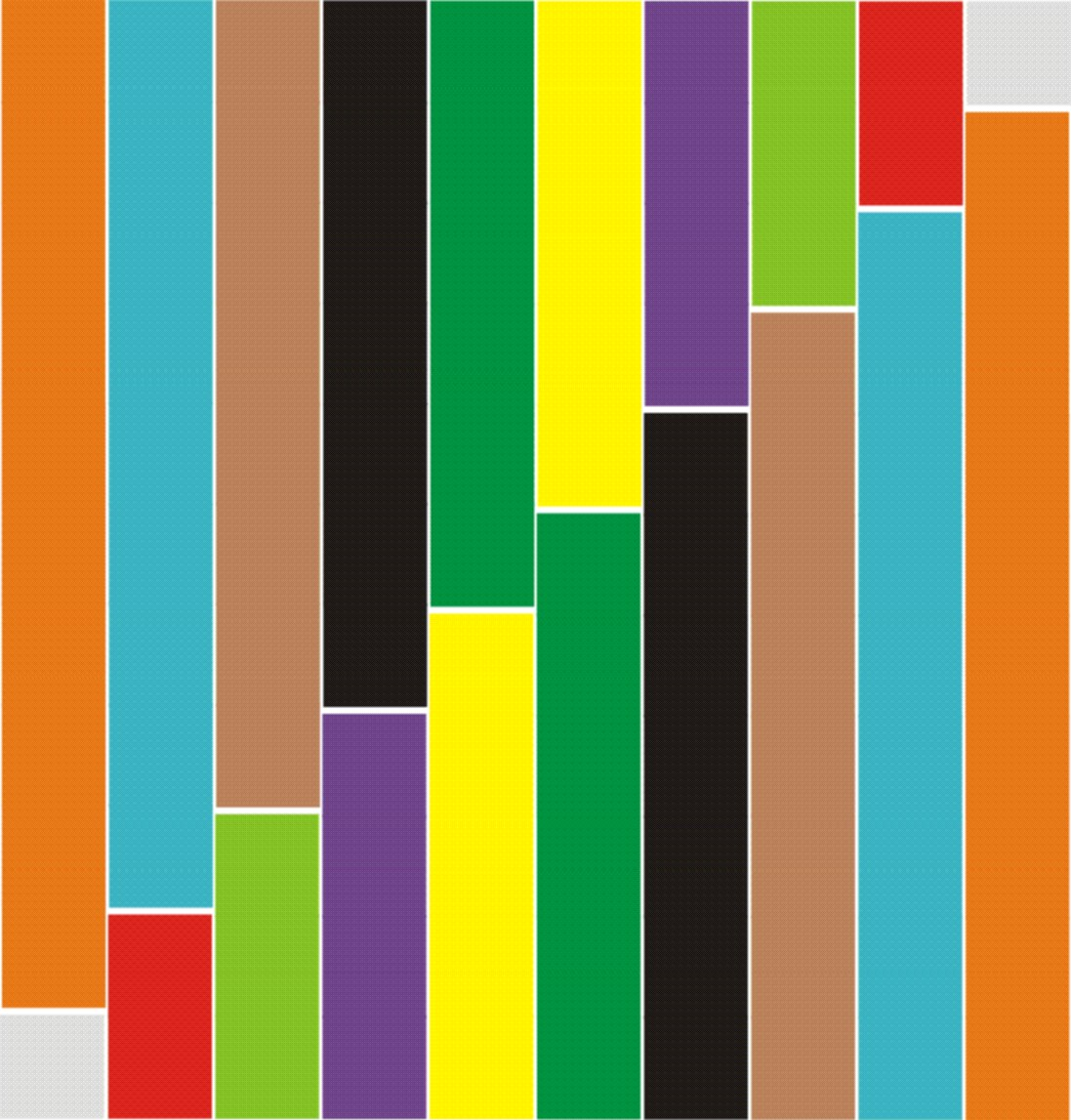

قضبان كويزنير (بالإنجليزية: Cuisenaire rods)‏ هي أدوات تعليمية متعددة الاستعمالات لتعليم مفاهيم رياضية عديدة مثل العمليات الحسابية، الكسور العشرية، الأحجام، المساحة، الجذر التربيعي، حل المعادلات البسيطة، أنظمة المعادلات، وحتى المعادلات التربيعية.
رغم أنها اخترعت لتعليم مبادئ الرياضيات، فإن استعمالاتها تخطت إلى ميادين أخرى مثل تعليم اللغات، وبخاصة مع أسلوب التعلم الصامت والتي تساعد في شرح مفاهيم أحرف الجر، الجمل والإدغام في اللفظ.
اخترع القضبان مربٍ بلجيكي اسمه جورج كويزنير (Georges Cuisenaire, 1891-1976) فسميت باسمه. وشرح فكرته في كتاب نشره عام 1952 وسماه «الأرقام في الألوان» (Les nombres en couleurs) أما استعمالاتها، فطورها كايلب غاتينكو (Caleb Gattegno).

## تفاصيل

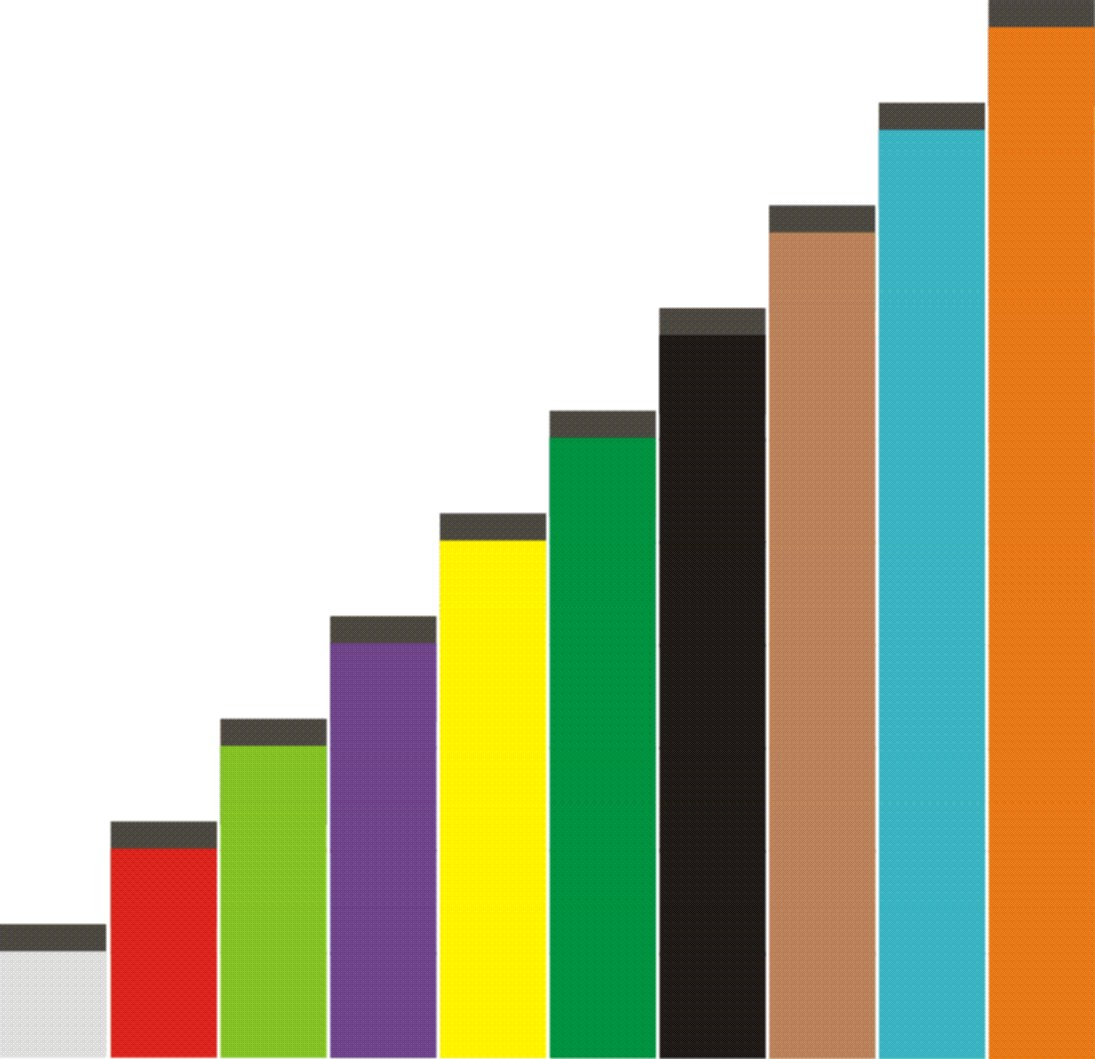
قضبان كويزينير

يستعمل هذا النظام عشرة قضبان طولها من سنتمتر واحد إلى 10 سنتمترات. ويلون كل قضيب من مقاس معين بنفس اللون بحسب الجدول التالي:
| اللون         | الطول (سم) |
| ------------- | ---------- |
| الأبيض        | 1          |
| الأخضر الفاتح | 2          |
| الأحمر        | 3          |
| أرجواني       | 4          |
| أصفر          | 5          |
| أخضر غامق     | 6          |
| أسود          | 7          |
| بني           | 8          |
| أزرق          | 9          |
| برتقالي       | 10         |

## قضبان ملونة أخرى
- استعملت المربية ماري مونتيسوري قضبان ملونة في مدرستها الأولى لشرح بعض مفاهيم الرياضيات ومسائل الطول، فكانت أول من استعملها في الفصول الدراسية.
- وفي عام 1096، انتج سيتون بولوك نظام معامل الألوان مؤلفة من 12 قضيب من طول 1 سم إلى 12 سم بحيث لون الأطوال المفردة بالوان فتحة اما الأطوال المزدوجة بألوان غامقة.

## وصلات خارجية
- قضبان كوازينير في فصول تعليم اللغات